# Třída Bremen (F122)
Třída Bremen (F122) je třída fregat německého námořnictva. Skládá se z celkem osmi jednotek zařazených do služby v letech 1982–1990. Fregaty byly vyvinuty ve spolupráci v Nizozemskem, které postavilo 10 podobných fregat třídy Kortenaer. Třída je stále v aktivní službě, avšak probíhá její náhrada modernějšími plavidly. Nejstarší jednotky třídy Bremen by ve službě měly nahradit připravované fregaty třídy Baden-Württemberg.

## Stavba
Na stavbě této třídy se podílely loděnice Bremer Vulkan, AG Weser, Blohm + Voss a Thyssen Nordseewerke.
Jednotky třídy Bremen:
| Jméno                  | Založení kýlu     | Spuštěna          | Vstup do služby | Status                      |
| ---------------------- | ----------------- | ----------------- | --------------- | --------------------------- |
| Bremen (F207)          | 9. července 1979  | 27. září 1979     | 7. května 1982  | vyřazena 28. března 2014    |
| Niedersachsen (F208)   | 9. listopadu 1979 | 9. června 1980    | 15. října 1982  | vyřazena 26. června 2015    |
| Rheinland-Pfalz (F209) | 25. září 1979     | 3. září 1980      | 9. května 1983  | vyřazena 22. března 2013    |
| Emden (F210)           | 23. června 1980   | 17. prosince 1980 | 7. října 1983   | vyřazena 29. listopadu 2013 |
| Köln (F211)            | 16. června 1980   | 29. května 1981   | 19. října 1984  | vyřazena 31. července 2012  |
| Karlsruhe (F212)       | 10. března 1981   | 8. ledna 1982     | 19. dubna 1984  | vyřazena 16. června 2017    |
| Augsburg (F213)        | 4. dubna 1987     | 17. září 1987     | 3. října 1989   | vyřazena 18. prosince 2019  |
| Lübeck (F214)          | 5. června 1987    | 15. října 1987    | 19. března 1990 | vyřazena 15. prosince 2022  |

## Konstrukce

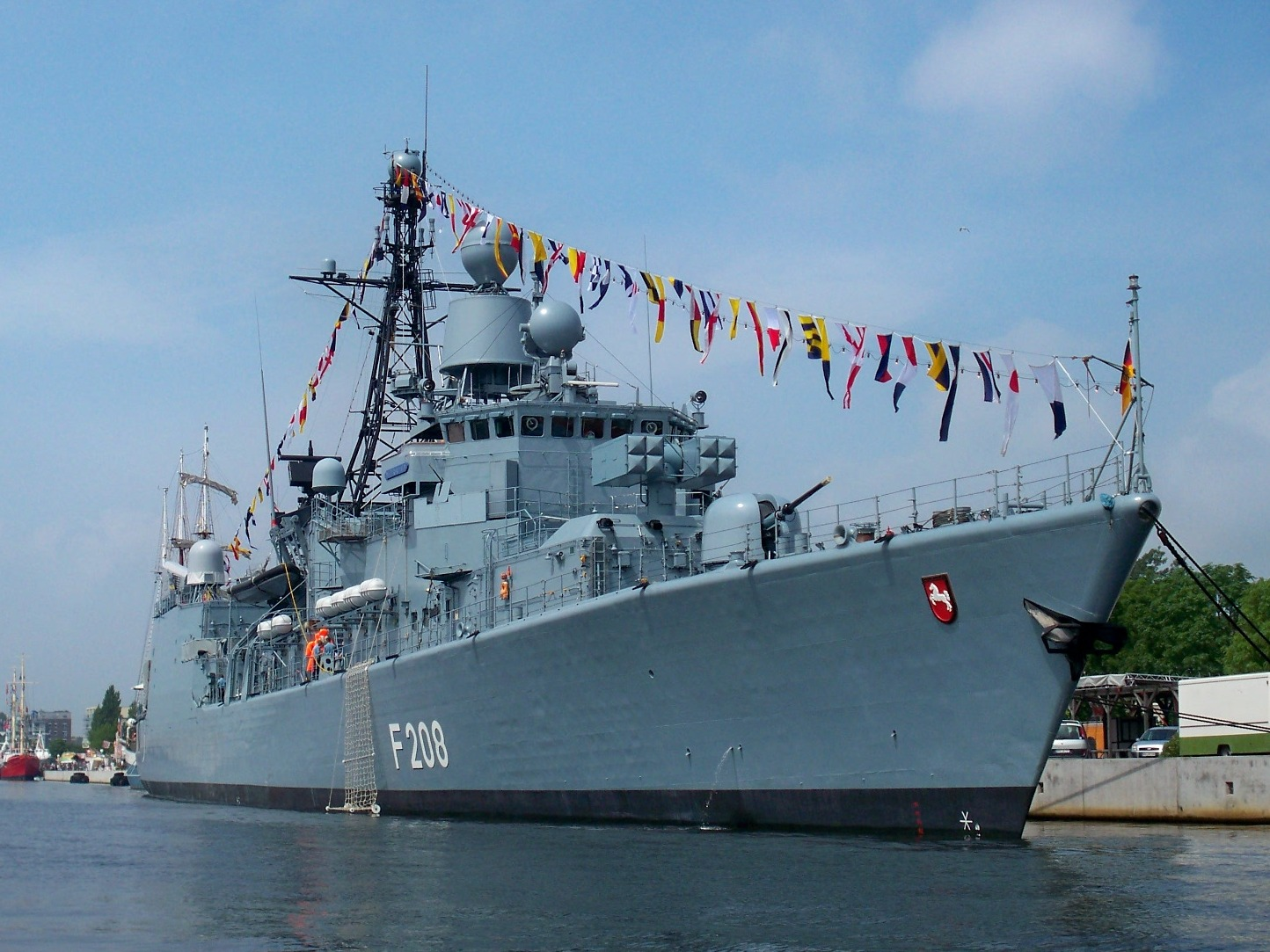
Niedersachsen (F208)

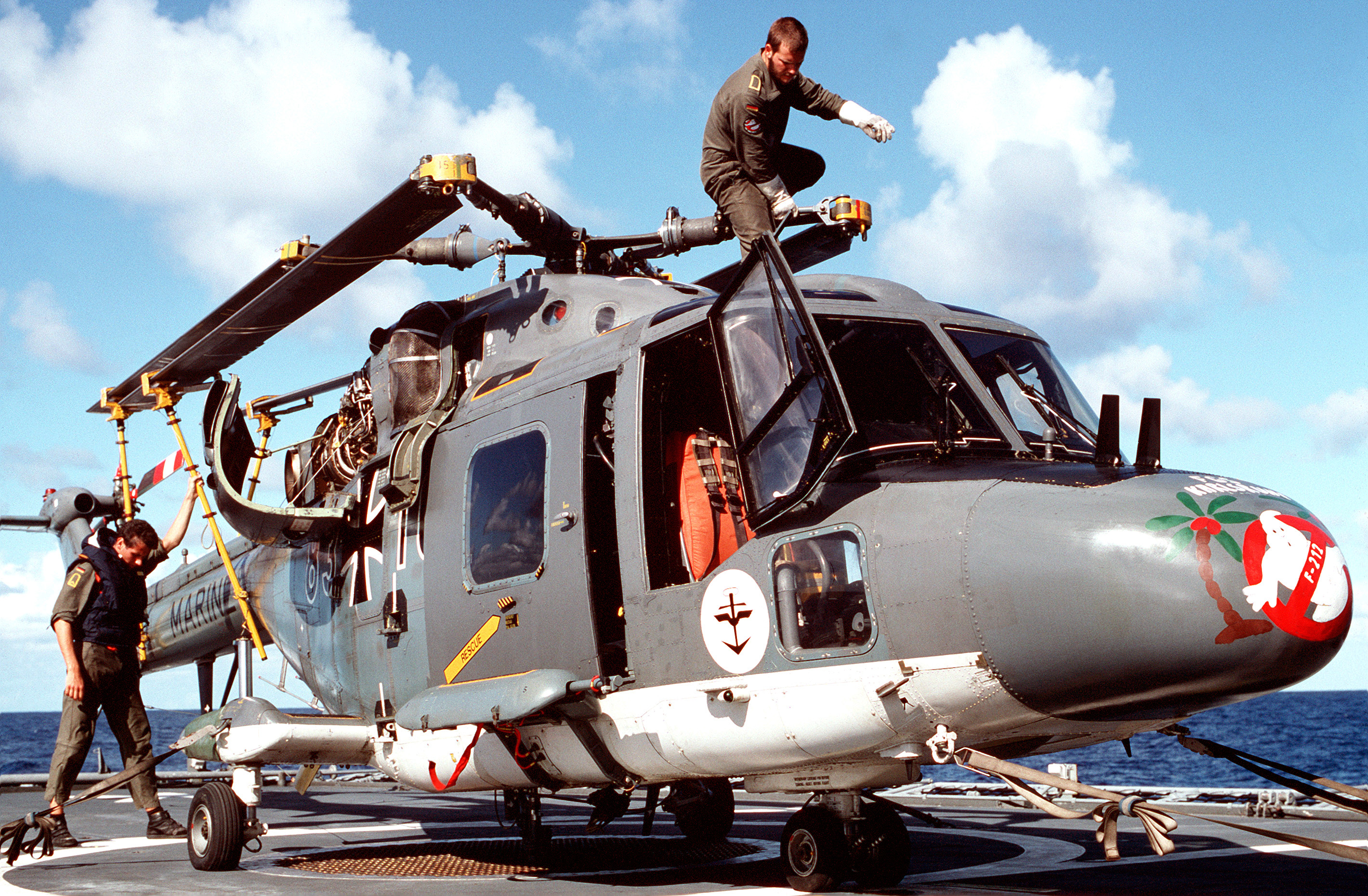
Protiponorkový vrtulník Lynx

K obraně proti protilodním střelám slouží kombinace jednoho osminásobného odpalovacího zařízení střel RIM-7 Sea Sparrow (neseno 16 kusů) a dvou raketových kompletů RIM-116 Rolling Airframe Missile (neseno 42 střel). Fregaty dále mají osm protilodních střel Boeing Harpoon. Hlavňovou výzbroj představuje jeden 76mm kanón OTO Melara a dva 20mm kanóny Rheinmetall Rh 202. Dále jsou vybaveny čtyřmi 324mm torpédomety MK 32 určenými k vypouštění lehkých protiponorkových torpéd. V hangáru mohou být umístěny dva vrtulníky typu AgustaWestland Sea Lynx nesoucí protiponorková torpéda, protilodní střely či hlubinné pumy.
Pohonný systém je typu CODOG. Lodě mají dvě plynové turbíny General Electric LM2500 a dva diesely MTU 20V 956 TB92. Pohonný systém má výkon 38 000 kW. Lodní šrouby jsou rovněž dva. Při použití turbín dosahují rychlosti až 29 uzlů. Dosah lodí je 4000 námořních mil při ekonomické rychlosti 18 uzlů (na dieselový pohon).

### Modernizace
V roce 2005 získala firma Thales objednávku na modernizaci zbraňových systémů všech fregat tříd Bremen a Brandenburg s předpokládaným dokončením v roce 2011.

## Operační nasazení

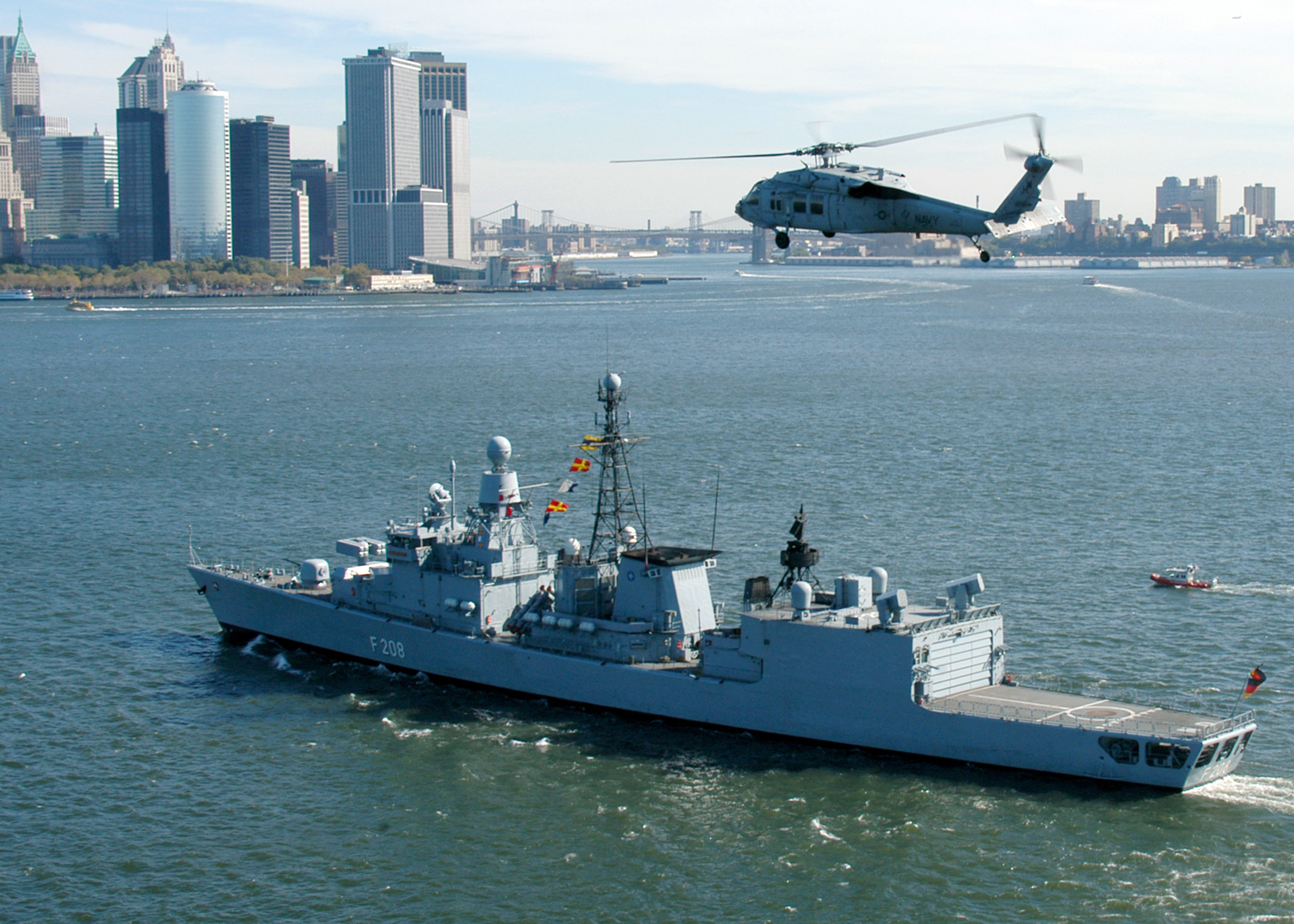
Fregata Niedersachsen (F208). Na střeše hangáru jsou patrné raketové komplety RAM

Třída Bremen patří k lodím, nasazeným do operací proti pirátským útokům u břehů Somálska včetně unijní operace Atalanta. Kromě fregaty Karlsruhe třídy Bremen sem byla odeslána též fregata Mecklenburg-Vorpommern třídy Brandenburg. Společně zachránily například egyptskou loď Wabi al-Arab.